# Леженея порожнинолиста
Леженея порожнинолиста (Lejeunea cavifolia) — вид печіночників порядку бококолосальних (Porellales).

## Поширення
Батьківщиною є Європа, Макаронезія, Північна Америка, Азія.
Росте у свіжих, вологих або мокрих і зазвичай тінистих місцях на переважно бідному або вільному від вапна, але багатому субстраті, часто на крутих силікатних скелях, рідко вапнякових скелях, часто на корі листяних дерев, особливо платана, клена або ясена, часто також на інших мохах, таких як Ctenidium molluscum, Homalia trichomanoides, Neckera crispa чи Thamnobryum alopecurum.

## Характеристика
Утворює жовтувато-зелені чи світло-зелені, розпростерті та густі килимки або росте поверх інших листяних мохів. Рослини невеликі, нерівномірно розгалужені, 1-2 см завдовжки і 0,6 мм завширшки. Бічні листки верхньої частини дволопатеві: більша верхня частка широкоеліптична, злегка опукла і цілісна, яйцеподібна, цибулиноподібно роздута нижня частка становить лише приблизно одну п'яту частину від верхньої частки. Підлистки широкояйцеподібної чи майже круглої форми, втричі ширші за стебло й розділені на дві трикутні загострені частки довжиною до половини бічних листків. Клітини листків мають тонкостінні розміри від 24 до 40 мкм. Кожна клітина містить від 25 до 70 малих, від 1 до 4 мкм, яйцюватих або сферичних масляних тілець. Розподіл за статтю автодомний. Куляста коробочка має коротку ніжку. Зелені спори спочатку одноклітинні, сферичні та розміром 30 мкм, пізніше стають більшими та багатоклітинними через поділ. На поверхні листків також утворюються дископодібні багатоклітинні розмножувальні органи.